# Když promluvila
Když promluvila (v anglickém originále She Said) je americké filmové drama z roku 2022, které režírovala Maria Schrader. Jedná se o filmovou adaptaci stejnojmenné knihy z roku 2019 Jodi Kantor a Megan Twohey, novinářek z deníku The New York Times, které odhalily zneužívání a sexuální delikty Harveyho Weinsteina vůči ženám. Ve filmu hrají Zoe Kazan, Carey Mulligan, Patricia Clarkson, Andre Braugher, Samantha Morton, Tom Pelphrey a Adam Shapiro. 
Film byl ve Spojených státech uveden do kin společností Universal Pictures dne 18. listopadu 2022, jeho světová premiéra proběhla na Newyorském filmovém festivalu. V českých kinech měl film premiéru 1. prosince 2022.

## Obsazení
| Zoe Kazan         | Jodi Kantor      |
| Carey Mulligan    | Megan Twohey     |
| Patricia Clarkson | Rebecca Corbett  |
| Andre Braugher    | Dean Baquet      |
| Samantha Morton   | Zelda Perkins    |
| Tom Pelphrey      | Jim Rutman       |
| Adam Shapiro      | Ron Lieber       |
| Mike Houston      | Harvey Weinstein |